# Inaam al-Mufti
Inaam Qaddoura al-Mufti, auch Al Mufti, Al-Mufti oder Almufti (arabisch إنعام قدورة المفتي, DMG Inʿām Qaddūra al-Muftī; geboren 26. Februar 1929 in Safad; gestorben 6. November 2018 in Amman) war die erste Frau, die 1979 ins jordanische Kabinett berufen wurde und als Ministerin bis 1984 eine hochrangige jordanische Regierungsposition innehatte.

## Leben und Beruf
Inaam al-Mufti wurde 1929 in Safad, einer in Galiläa (Palästina) gelegenen Stadt, geboren. Nach ihrer Schulbildung studierte sie Pädagogik und Psychologie an der American University of Cairo (AUC) und schloss mit einem Bachelor in Pädagogik ab. Darüber hinaus verfügte sie über ein britisches Diplom in frühkindlicher Erziehung. Sie arbeitete als Lehrerin, unter anderem am Teachers' Training Institute in Ramallah und Amman, sowie für Radio Jordan.
1979 wurde al-Mufti als erste Frau überhaupt ins jordanische Kabinett berufen und zur Ministerin für soziale Entwicklung ernannt. Diese Position hatte sie bis 1984 inne. Während ihrer Amtszeit setzte sie sich für die Stärkung der Frauenrechte in Jordanien ein. Als erste Frau in der Geschichte Jordaniens, die ein Ministerium leitete, öffnete sie jordanischen Frauen die Tür zu politischen Aktionen.
Für die jordanische Königin Nour al-Hussein war al-Mufti als Beraterin für Entwicklung und internationale Beziehungen tätig. Sie war Leiterin des Women's Training Institute in der United Nations Reliefs and Works Agency (UNRWA), dem Hilfswerk der Vereinten Nationen für Palästina-Flüchtlinge im Nahen Osten, und Leiterin der Abteilung für Frauenfragen im jordanischen Arbeitsministerium. Während ihrer Tätigkeit im Arbeitsministerium entwickelte al-Mufti einen Plan zur Integration von Frauen in die wirtschaftlichen und sozialen Entwicklungsbereiche Jordaniens. Sie initiierte die Jordanische Frauengewerkschaft sowie einen Verband für jordanische Geschäftsfrauen. 
Auch die Gründung der Nationalen Vereinigung für Erziehung und Bildung von Kindern geht auf ihre Initiative zurück.
Zudem leistete sie einen aktiven Beitrag für diverse Gesetzgebungsverfahren, insbesondere für die Entwicklung von Frauen und Familie in der jordanischen Gesellschaft.
2003 wurde al-Mufti in den jordanischen Senat, das Oberhaus der Nationalversammlung, berufen. Sie war Mitglied des Ausschusses für Bildung und Kultur sowie des Ausschusses für Umwelt, Gesundheit und soziale Entwicklung.
Inaam al-Mufti war verheiratet. Sie starb am 6. November 2018 in Amman.

## Ehrungen und Auszeichnungen
Für ihre langjährigen Verdienste wurde ihr der Orden des Jordanischen Sterns (Wisam al-Kawkab al-Urdani) verliehen. Carl XVI. Gustaf, König von Schweden, ehrte sie mit der Medaille für internationale Beziehungen.

## Publikationen
Jacques Delors, Inaam al-Mufti, Isao Amagi: Lernfähigkeit: unser verborgener Reichtum. Unesco-Bericht zur Bildung für das 21. Jahrhundert. Luchterhand, Neuwied 1996, ISBN 978-3-47202-988-5.